# Evolèner

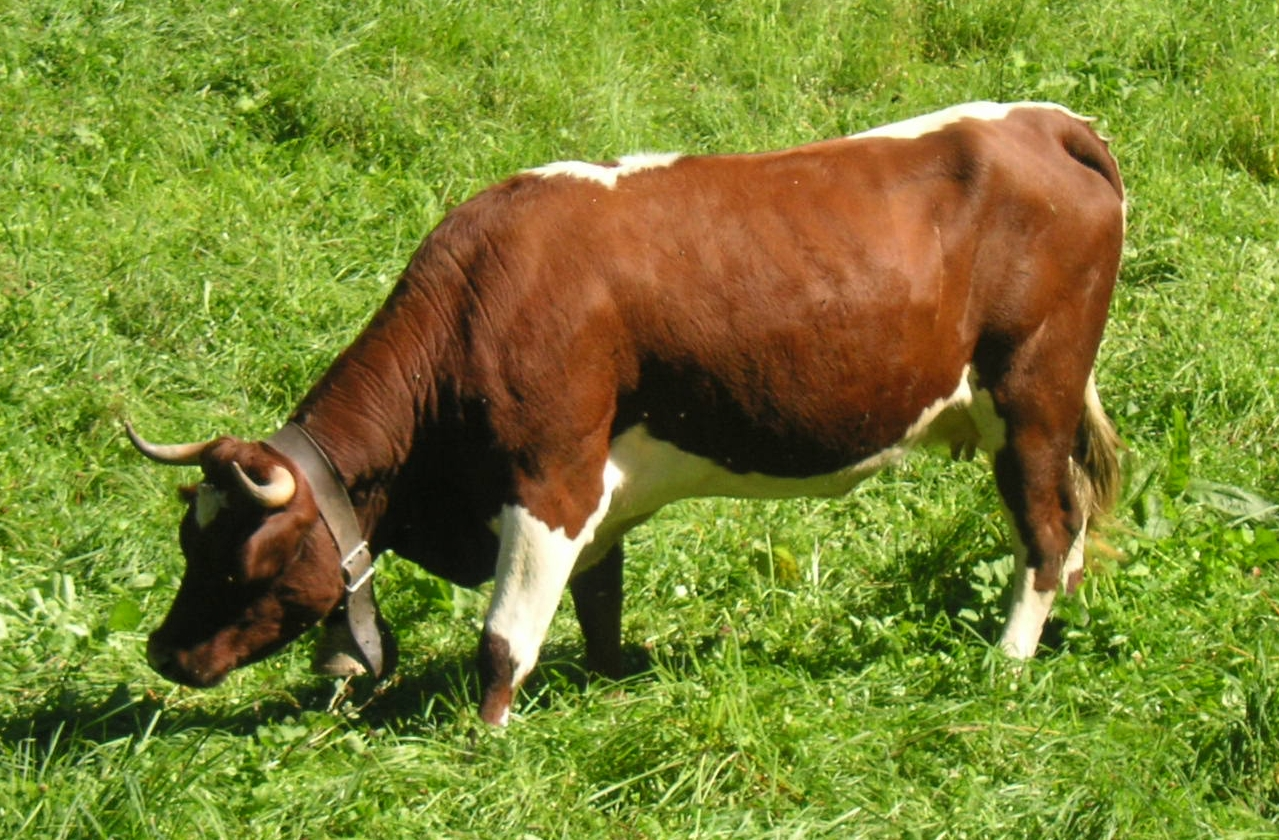
Evolèner

Das Evolèner oder Evolèner Rind ist eine alte Hausrindrasse des Wallis. Sie gehört zu den bedrohten Haustierrassen und wird in einem Projekt von der ProSpecieRara betreut.

## Erscheinungsmerkmal
Das Evolèner Rind ist ein mittelrahmiges, schwarz-weiss oder rotbraun-weiss geschecktes Rind. Es zählt zu den sogenannten Zweinutzungsrindern, wobei die Mastleistung grösser ist als die Milchleistung. Ähnlich wie das Eringer Rind geben die Evolèner jährlich etwa 3200 Kilogramm Milch. Ihr Fettgehalt liegt bei 3,8 Prozent. Die Rasse ist berggängig und trittsicher und kann daher in der Alpwirtschaft eingesetzt werden.
Ähnlich wie beim Pinzgauer ist die weisse Körperbehaarung überwiegend am Rücken und am Bauch zu finden. Das Rind ist kräftig bemuskelt; besonders auffällig ist die kräftige Halsbemuskelung der Kühe. Sie tritt bei Zweinutzungsrindern normalerweise nur bei Stieren auf. Evolèner haben kurze, kräftige Beine und einen kurzen und breiten Kopf. Auffällig sind die sehr kräftigen und verhältnismässig langen Hörner. Der Widerrist bei Stieren liegen bei 130 Zentimeter. Sie wiegen ausgewachsen 600 bis 700 Kilogramm. Kühe sind deutlich kleiner. Sie erreichen eine Widerristhöhe von 115 bis 125 Zentimeter und wiegen dann zwischen 400 und 500 Kilogramm.
Ähnlich wie beim Tuxer und beim Eringer Rind haben auch die Evolèner Kühe ein hohes Aggressionspotential. Die Kühe fechten in teils lang anhaltenden Kämpfen die Rangordnung untereinander aus.

## Zuchtgeschichte
Das Evolèner Rind ist eine sehr alte Rasse des Wallis. Es ist auf schwarzer, roter oder kastanienbrauner Grundfarbe weissgescheckt. Die Ahnen des Evolèner Rindes sollen durch die Römer bereits in diese Gegend gebracht worden sein. Genetisch stehen sie dem einfarbigen schwarzen, kastanienbraunen oder weichselfarbigen Eringer Rind nicht nur sehr nahe, sondern sie haben eine gemeinsame Wurzel. Ab 1880 setzte der Trend ein, die Evolèner bzw. Eringer einfarbig zu züchten. 1885 wurde die Einfarbigkeit zum Zuchtziel erklärt. Fortan galten die einfarbigen Tiere als Eringer, die weissgescheckten als Evolèner. Das Zuchtzentrum liegt rund um das Dorf Evolène, das sich in einem Seitental der Rhone befindet. Um das Jahr gab es noch circa 150 Tiere, die dieser Rasse zugerechnet werden. Allerdings waren nur 100 davon im Herdebuch eingetragen.
2016 lebten in der Schweiz noch rund 400 Evolèner. Evolèner sind damit die am stärksten gefährdete Rasse der Schweiz. ProSpecieRara bemüht sich deshalb um ihren Erhalt.

## Galerie

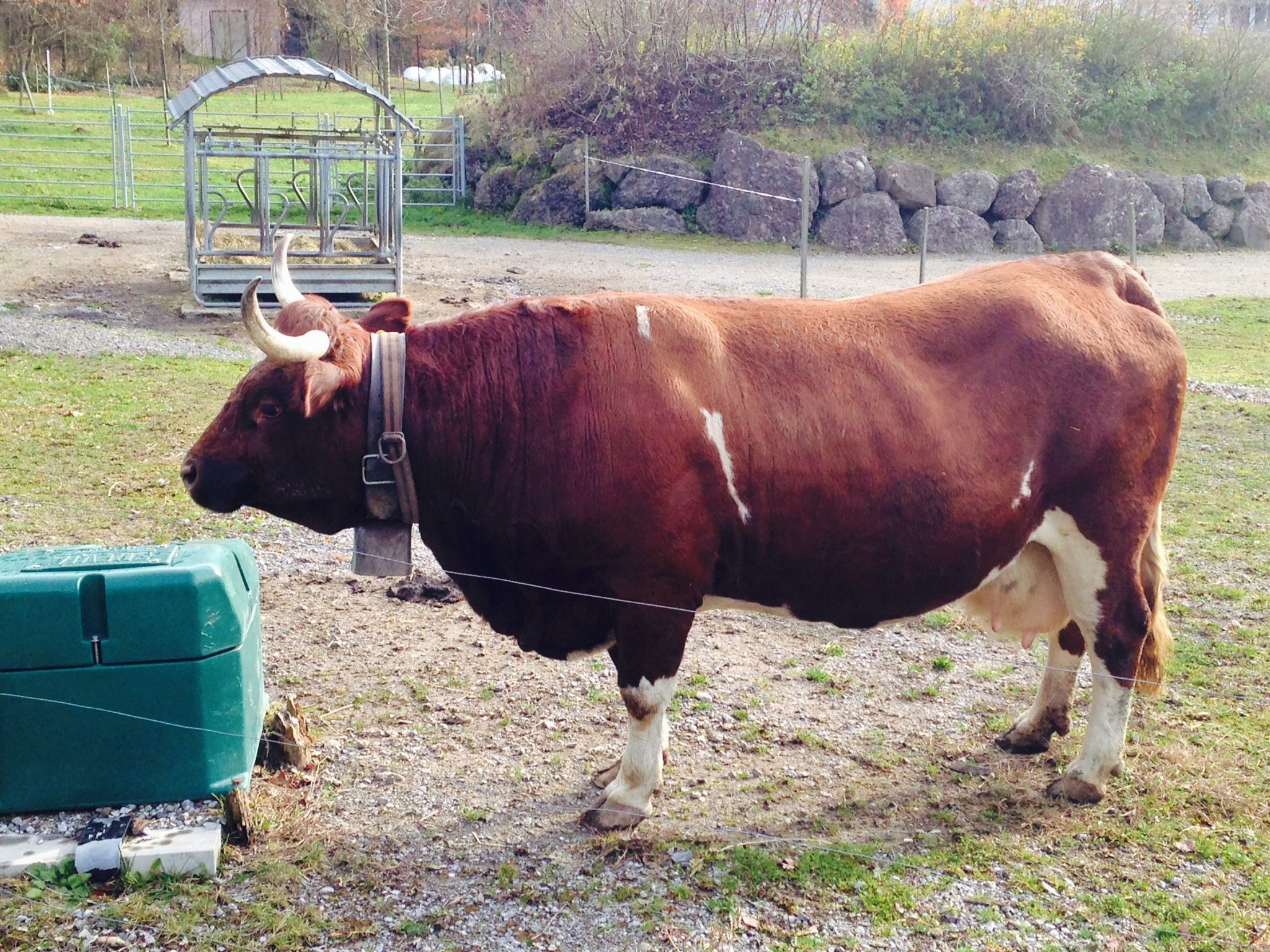
Evolèner im Tierpark Goldau, Kanton Schwyz
Evolèner Kühe an der Tränke am Dorfbrunnen in Evolène im Jahr 1922
Evolèner Kühe an der Tränke am Dorfbrunnen in Evolène im Jahr 1922